# Sheikh Mujibur Rahman
Sheikh Mujibur Rahman (in bengali শেখ মুজিবুর রহমান, Śēkha Mujibura Rahamāna; Tungipara, 17 marzo 1920 – Dacca, 15 agosto 1975) è stato un politico bangladese.
Alla guida della Lega Awami, fu primo ministro del Bangladesh dopo l'indipendenza del Bangladesh. 
Ottenne il titolo onorifico di Bangabandhu (in bengali বঙ্গবন্ধু, Bôngobondhu, "Amico del Bengala"). Sua figlia maggiore Sheikh Hasina Wazed è stata la leader della Lega Awami ed è stata primo ministro del Bangladesh fino al 5 agosto 2024.

## Biografia
Rahman nacque a Tungipara, un villaggio nel distretto di Gopalganj (provincia del Bengala), terzogenito di Sheikh Lutfar Rahman, un funzionario del tribunale civile di Gopalganj. All'età di diciotto anni si sposò con Mujib Begum Fazilatnnesa e successivamente si iscrisse alla facoltà di giurisprudenza dell'università di Calcutta, aderendo anche ad un'organizzazione politica giovanile. Nel 1943 si unì alla Lega musulmana del Bengala e lavorò a stretto contatto con Huseyn Shaheed Suhrawardy, uno dei principali leader del movimento politico, che proponeva la nascita di uno stato islamico separato dal resto dell'India. Nel 1947 conseguì la laurea e si trasferì nel Bengala orientale dove in breve tempo si affermò come uno dei più brillanti politici della provincia. Nel 1948 venne arrestato dalla polizia e incarcerato, durante le agitazioni popolari scatenate dalla decisione del governo di estendere l'urdu come lingua di Stato anche all'etnia bengalese.
Uscito di prigione, Mujib lasciò la Lega musulmana e seguì Suhrawardy e Maulana Bhashani nel nuovo partito della Lega musulmana Awami Lega, (precursore della futura Lega Awami): Mentre Suhrawardy lavorava per costruire una coalizione più ampia di partiti socialisti del Pakistan orientale, Mujib si focalizzò ad espandere la base elettorale del nuovo soggetto politico. Nel 1953, fu nominato segretario generale del partito, ed eletto all'assemblea generale del Pakistan Orientale; divenne per pochi mesi ministro dell'agricoltura prima di essere nuovamente arrestato per aver fomentato proteste e disordini contro il governo centrale del Pakistan.
Nel 1956, Mujib entrò in un secondo governo di coalizione, come ministro dell'industria, del commercio e del lavoro, ma si dimise l'anno successivo per lavorare a tempo pieno per il partito. Quando il generale Ayub Khan sospese la Costituzione e impose la legge marziale, nel 1958, Mujib venne arrestato con l'accusa di aver tentato di organizzare una resistenza clandestina e incarcerato fino al 1961. Naturalmente dopo il suo rilascio, Mujib organizzò un nuovo movimento clandestino (chiamato Consiglio rivoluzionario per la liberazione del Bengala) al fine di opporsi al regime di Ayub Khan e di ottenere l'indipendenza del Pakistan orientale: venne arrestato ancora una volta nel 1962 per aver organizzato proteste e manifestazioni contro il regime.

### Presidente del Bangladesh
Dopo la morte di Suhrawardy nel 1963, Mujib venne eletto come capo della Lega Awami, che divenne ben presto uno dei maggiori partiti politici del Pakistan: il partito aveva eliminato la parola "musulmano" dal suo nome per evidenziare uno spostamento verso la laicità e attirare così il consenso delle comunità non musulmane.
Nel 1971 il Pakistan orientale ottenne l'indipendenza (grazie all'intervento armato dell'India) e Mujib divenne capo del Governo provvisorio; Mujib, dopo aver ottenuto il riconoscimento del suo paese da parte dei paesi più importanti, aiutò il nuovo stato, che prese il nome di Bangladesh, ad entrare nelle Nazioni Unite e nel Movimento dei Non Allineati. Firmò inoltre un trattato di amicizia con l'India, che si impegnò a fornire un'ampia assistenza economica e umanitaria, e iniziò la formazione delle forze di sicurezza del Bangladesh e del personale di governo.

### Assassinio
Il 15 agosto 1975, un gruppo di ufficiali dell'esercito invasero la capitale e la residenza presidenziale, con un paio di divisioni meccanizzate e uccisero Mujib, la sua famiglia e il personale di servizio: solo le sue figlie Sheikh Hasina Wajed e Sheikh Rehana, che stavano visitando la Germania Ovest, sfuggirono al massacro e al nuovo regime militare.
I governi successivi hanno dato poco rilievo alla sua figura, che è stata rivalutata a partire dagli anni novanta, dopo il ritorno della democrazia in Bangladesh. Nel 1996 Sheikh Hasina, figlia maggiore di Mujib, è diventata primo ministro del Bangladesh a seguito della vittoria elettorale del suo partito. Nel 2003 Mujib ha ricevuto alla memoria la medaglia dell'indipendenza, massima onorificenza del Bangladesh.